# Maciej z Łabiszyna
Maciej z Łabiszyna herbu Laska (ur. ok. 1370 roku – zm. w 1430 roku) – wojewoda inowrocławski od 1408 r., starosta bydgoski w latach 1409–1410, starosta inowrocławski w latach 1411–1413 i 1419–1423, wojewoda brzeskokujawski od 1412 r.
Wywodził się z jednej z najzamożniejszych rodzin na Kujawach i w Wielkopolsce. Jego ojciec Wojciech z Łabiszyna był wojewodą kujawskim.
Był sygnatariuszem aktu unii horodelskiej 1413 roku. Był sygnatariuszem pokoju mełneńskiego 1422 roku.
Syn Macieja Aleksander został w przyszłości kasztelanem bydgoskim.